# Faramea subbasilaris
Faramea subbasilaris är en måreväxtart som beskrevs av Johannes Müller Argoviensis. Faramea subbasilaris ingår i släktet Faramea och familjen måreväxter. Inga underarter finns listade i Catalogue of Life.